# InfiniBand
InfiniBand — високошвидкісна комутована послідовна шина, що застосовується як для внутрішніх (внутрішньосистемних), так і для міжсистемних з'єднань.
Описи InfiniBand специфіковані, підтримкою і розвитком специфікацій займається InfiniBand Trade Association.

## Короткий опис

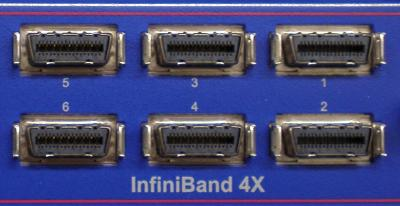
CX4 порти InfiniBand (комутатор Voltaire ISR-6000)

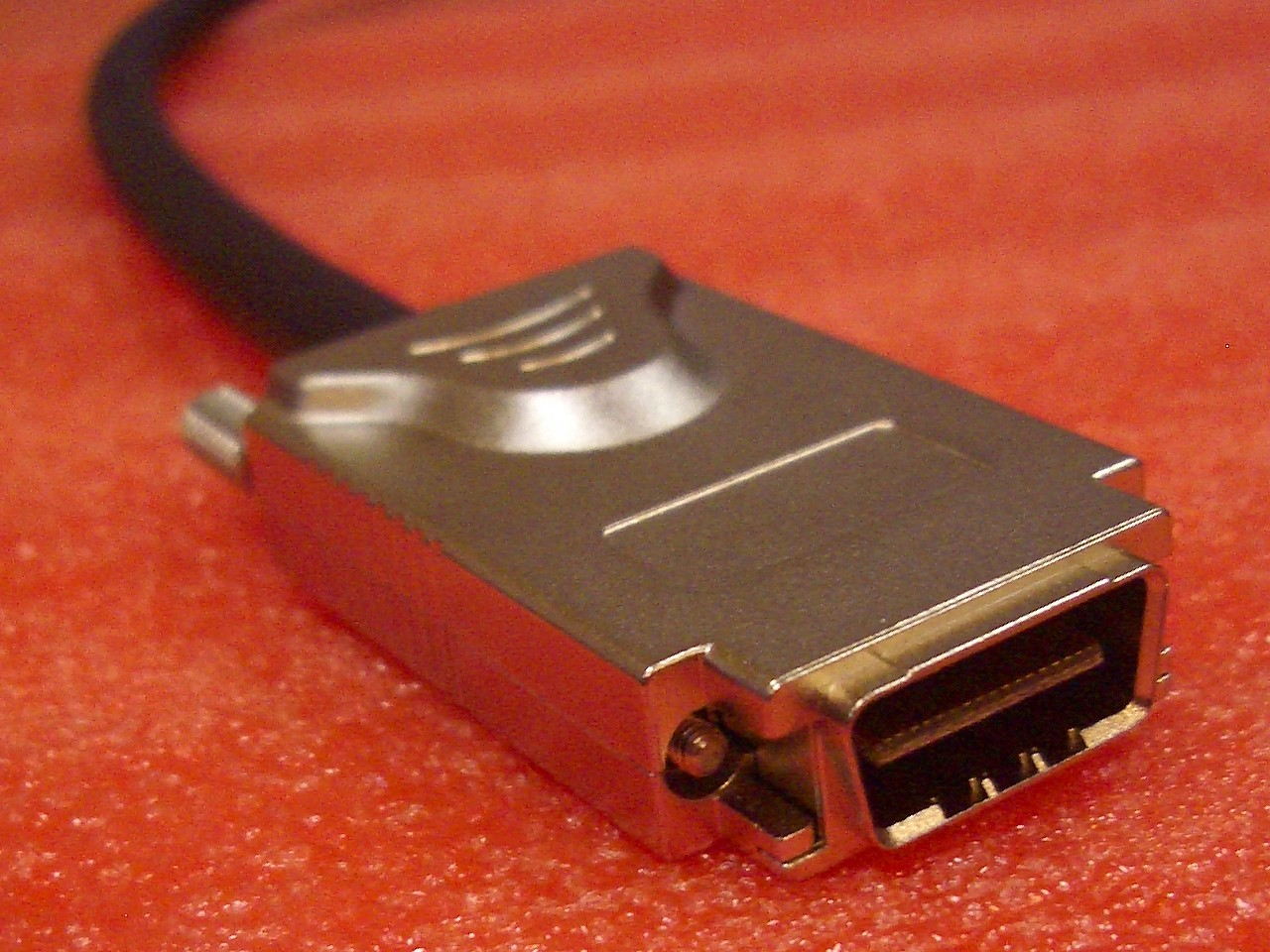
CX4 (SFF 8470) кабель InfiniBand

Подібно PCI Express, InfiniBand використовує двонаправлену послідовну шину. Базова швидкість — 2,5 Гбіт/с у кожному напрямку, застосовуються порти, що складаються з груп в 1x, 4x і 12x базових двонаправлених шин (англ. lanes). Існують режими Single Data Rate (SDR) — робота з базовою швидкістю, Double Data Rate (DDR) — бітова швидкість дорівнює подвоєній базовій і Quad Data Rate (QDR) — відповідно, учетверо більшій. Режими SDR, DDR і QDR використовують кодування 8B/10B. На даний момент (2011 р.) найчастіше застосовуються порти 4x QDR.
Базова швидкість 1х шини для режиму FDR становить 14.0625 Гбіт/с, а для EDR 25.78125 Гбіт/с. Режими FDR і EDR використовують кодування 64/66B.
Основне призначення InfiniBand — міжсерверні з'єднання, в тому числі і для організації RDMA (Remote Direct Memory Access).

## Параметри
FDR InfiniBand характеризується наступними основними параметрами:
- Параметри Link speed збільшилися до 14 Гбіт/с на лінію або 56 Гбіт/с по чотирьох лініях, тобто збільшення відбувається майже на 80% в порівнянні з попередніми поколіннями InfiniBand (більшість портів InfiniBand представлені портами з чотирма лініями);
- Показник Link кодування для FDR InfiniBand був змінений з 8 біт/10 біт на 64 біт/66 біт. Це дозволило підвищити ефективність передачі даних і підключення пристроїв зберігання;
- Поліпшені механізми корекції помилок мережі за рахунок використання технології Forward Error Correction, яка дозволяє пристроям InfiniBand виправляти бітові помилки в мережі і скорочує витрати на дані транзакції. Новий механізм забезпечує високу надійність мережі, зокрема для великих ЦОДів, високопродуктивних обчислень і хмарних сервісів.

З появою FDR InfiniBand 56Gb/s з підтримкою PCIe Gen3, ConnectX-3 стало можливим подвоїти пропускну здатність мереж зберігання даних, що дозволяє усунути одне з найвужчих місць у сучасних серверних рішеннях.